# Xian de Shuanghu
Le Xian de Shuanghu (chinois simplifié : 双湖县 ; pinyin : shuānghú xiàn ; tibétain : མཚོ་གཉིས་རྫོང་།, Wylie : mtsho gnyis rdzong), autrefois, district spécial de Shuanghu (chinois simplifié : 双湖特别区 ; pinyin : shuānghú tèbié qū ; tibétain : མཚོ་གཉིས་དམིགས་བསལ་སྲིད་འཛིན་ཁུལ་, Wylie : mtsho gnyis dmigs bsal srid 'dzin khul) est une subdivision administrative de la région autonome du Tibet en Chine. Il est placé sous la juridiction de la préfecture de Nagchu.